# Yucca reverchonii

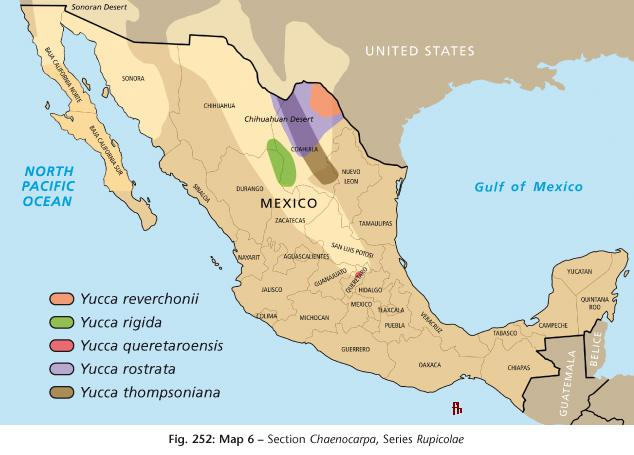
Yucca Serie Rupicolae: Verbreitungsgebiet in Mexiko

Yucca reverchonii (englischer Trivialname: San Angelo-Yucca) ist eine Pflanzenart der Gattung der Palmlilien (Yucca) in der Familie der Spargelgewächse (Asparagaceae).

## Beschreibung
Yucca reverchonii wächst solitär und stammlos. Im Alter bildet sie kleine dichte Gruppen mit 0,4 bis 1 Meter im Durchmesser. Die 25 bis 50 cm langen, 1 bis 2 cm breiten, steifen, grünen Laubblätter sind an den Blatträndern fein gezahnt.
Der über den Blättern beginnende, stark verzweigte Blütenstand wird 1 bis 2 Meter hoch. Die hängenden, glockenförmigen, weißen bis cremefarbenen Blüten weisen eine Länge von 3,5 bis 6 cm und einen Durchmesser von 1,5 bis 2 cm auf. Die Blütezeit reicht von Mai bis Juli. Die Pflanzen blühen schon im frühen Jugendstadium von vier bis fünf Jahren.

## Vorkommen und Systematik
Yucca reverchonii steht nahe zu einem weiteren Vertreter der Sektion Chaenocarpa Serie Rupicolae Yucca rupicola. Jedoch hat diese die typischen gedrehten Blätter und ist leicht zu unterscheiden.
Yucca reverchonii ist in Mitteleuropa bei entsprechendem Schutz in den Wintermonaten frosthart bis −18 °C. Sie ist in den Sammlungen jedoch selten vertreten.
Yucca reverchonii ist in der Coahuila-Wüste im Grenzgebiet zwischen den USA und Mexiko in den Staaten Texas und Coahuila auf Kalksteinfelsen und im offenen Grasland in Höhenlagen zwischen 400 und 1000 Metern verbreitet. Diese Art wächst oft vergesellschaftet mit Yucca thompsoniana, Yucca rupicola und verschiedenen Kakteen-Arten.
Der botanische Name ehrt Julien Reverchon.
Die Erstbeschreibung durch William Trelease unter dem Namen Yucca reverchonii ist 1911 veröffentlicht worden.

## Bilder

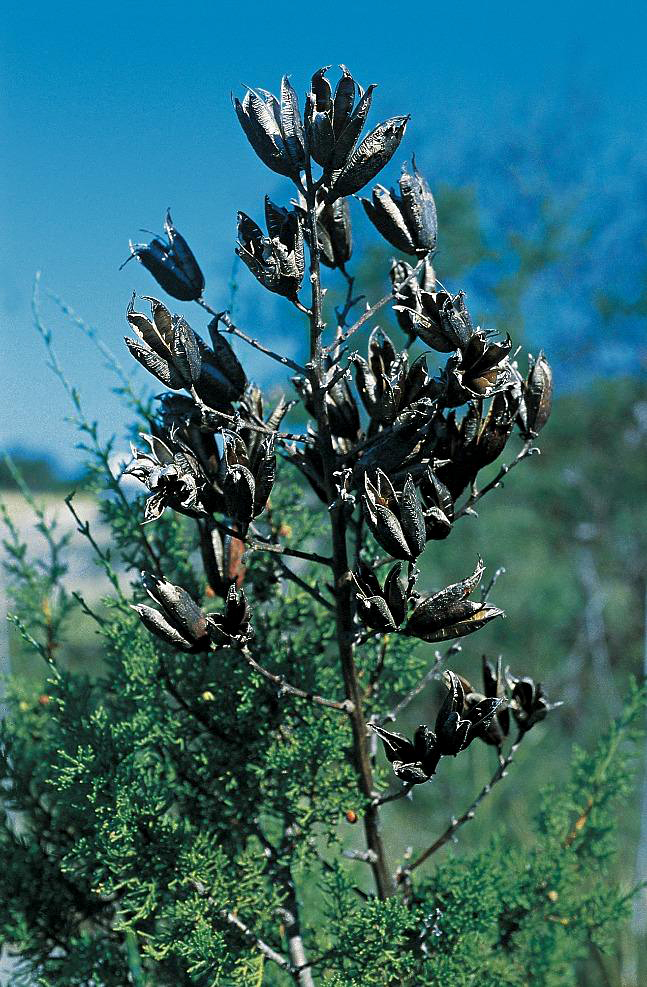
Yucca reverchonii mit verzweigtem Fruchtstand und trockenen geöffneten Kapselfrüchten in Texas